# Текстерно
«Текстерно» — українська текстильна компанія, з власною торговою маркою і торговим знаком. Уся продукція компанії сертифікована та відповідає міжнародним стандартам якості (Belcoro, ISO 9001). Компанія є однією з 8-ми найбільших промислових підприємств Тернопільської області, станом на березень 2016 року на підприємстві працювало 706 працівників.

## Історія
Будівництво Тернопільського бавовняного комбінату розпочато в 1965 році. Перші прядильні верстати введено в дію у 1967, перші ткацькі верстати — 1969. До складу комбінату в 1982 році входили прядильне, ткацьке, обробне виробництво, ремонтні майстерні. Підприємство виробляло бавовняну основу та піткальну пряжу, тканини (міткаль, бязь, ситець, сатин, репс та інші).

## Сьогодення
ВАТ «Тернопільське об'єднання „Текстерно“», найбільший виробник в Україні бавовняних тканин, — єдине підприємство в країні з повним замкнутим циклом виробництва. Держава володіє 25 % пакетом акцій у «Текстерно».
До складу «Текстерно» входять три фабрики: ткацька, прядильна та обробна. Загальна площа комплексу — 220 000 м². Загальна потужність прядильної установки дозволяє випускати до 1000 тонн ткацької та трикотажної пряжі щомісяця. Потужність ткацької фабрики — 3,5 млн погонних метрів у місяць.
Підприємство виготовляє екологічно чисті тканини, що не створюють електростатичних розрядів, дизайн, високу якість та доступні ціни.
Комбінат відомий на європейському ринку та пропонує тканини з натурального бавовняного волокна.
У 2004 році підприємство удостоєно нагород Асоціації «Укрлегпром»: «за вклад у розвиток продукції спеціального призначення», «за розвиток спеціальної та форменого одягу»; визнано переможцем першого етапу всеукраїнської виставки «Найкращий вітчизняний товар 2004 року».
З 2004 — голова правління Катерина Александрова. У 2005 була проведена повна реконструкція та переоснащення виробництва комбінату. Встановлено обладнання провідних європейських машинобудівних фірм: приготування — «Truetzshler», пневмопрядильні машини — «Schlafhorst», лінії відбілювання та мерсеризації — «Goller», плюсування — «Kuesters», шпанрама — «Monforst», машини для друку — «Zimmer», каландрування — «Ramish-GUARNERY».
6 червня 2013 року, на сесії Тернопільської міської ради прокурор Тернополя Віталій Сідоров повідомив, що тернопільський бавовняний комбінат «Текстерно» перебуває на стадії банкрутства. За його словами «Текстерно» систематично і свідомо не платить плату за землю, заборгованість за яким на той момент становила понад 6 млн гривень.
17 січня 2014 року Господарський суд Тернопільської області виніс ухвалу про санацію виробника бавовняних тканин ВАТ "Тернопільське об'єднання «Текстерно» строком на 12 місяців. Санатором призначено главу правління ВАТ «Текстерно» Катерину Александрову. План санації, який на сьогодні відсутній, буде поданий на затвердження відповідно до законодавчих термінів.
Навесні 2014 року, після початку бойових дій на сході України, «Текстерно» був залучений до виконання державного військового замовлення з пошиття військових одностроїв. У першому півріччі 2015 року «Текстерно» розробив та сертифікував, у серпні 2016 року — освоїв виробництво двох типів камуфляжної плащової набивної тканини з плівковим покриттям (з маскувальним малюнком «Varan» та зі спеціальним маскувальним малюнком), яка виготовляється з використанням барвників німецького та швейцарського виробництва.
У 2015 році на «Текстерно» працювало 694 працівники, у 2016 — 706.

## Нагороди
- Золота медаль «Найкращий вітчизняний товар року» та «Дипломом За кращу якість і дизайн продукції» спеціалізованої виставки Національного виставкового центу України (2004, Київ);
- Міжнародний приз «За якість у текстильній та швейній промисловості»;
- Приз Нового тисячоліття та Золотий значок «Управління глобальною якістю „Клубу лідерів торгівлі“» (2005, м. Мадрид, Іспанія);
- Званням «Найкраще підприємство України» в номінації «Текстиль», на VII Конгресі Асамблеї ділових та творчих кіл України (2005).